# Dermot Pius Farrell

Wappen von Dermot Farrell als Bischof von Ossory

Dermot Pius Farrell (* 22. November 1954 in Castletown Geoghegan, County Westmeath) ist ein irischer Geistlicher und römisch-katholischer Erzbischof von Dublin.

## Leben
Dermot Farrell studierte am St Patrick’s College in Maynooth, wo er das Lizenziat in katholischer Theologie erwarb. Am 7. Juni 1980 empfing er das Sakrament der Priesterweihe für das Bistum Meath.
Bis 1985 war er Kaplan an der Kathedrale des Bistums und ging anschließend zu weiterführenden Studien nach Rom. An der Päpstlichen Universität Gregoriana wurde er in Dogmatik zum Dr. theol. promoviert. Nach seiner Rückkehr in die Heimat lehrte er Moraltheologie am St Patrick’s College in Maynooth. Von 1993 bis 1996 war er zudem Vizepräsident und anschließend bis 2007 Präsident dieses Colleges.
Am 6. Juni 2007 verlieh ihm Papst Benedikt XVI. den Ehrentitel eines Päpstlichen Ehrenprälaten. Im gleichen Jahr wurde er Pfarrer in Dunboyne. Seit 2009 war er zusätzlich Generalvikar des Bistums Meath.
Am 3. Januar 2018 ernannte ihn Papst Franziskus zum Bischof von Ossory. Der Erzbischof von Dublin, Diarmuid Martin, spendete ihm am 11. März desselben Jahres die Bischofsweihe. Mitkonsekratoren waren der Apostolische Nuntius in Irland, Erzbischof Jude Thaddeus Okolo, und der Bischof von Meath, Michael Smith.
Am 29. Dezember 2020 ernannte ihn Papst Franziskus in Nachfolge von Diarmuid Martin zum Erzbischof von Dublin. Die Amtseinführung fand am 2. Februar des folgenden Jahres statt.
1998 wurde Dermot Farrell von Kardinal-Großmeister Giuseppe Caprio zum Ritter des Päpstlichen Ritterordens vom Heiligen Grab zu Jerusalem ernannt und in die Statthalterei Irland investiert. 2018 erfolgte die Ernennung zum Großoffizier.